# 大石悠馬
大石 悠馬（おおいし ゆうま、1995年1月14日 - ）は、日本の俳優である。スターダストプロモーションに所属していた。

## 出演

### テレビドラマ
- 土曜ドラマ　チャレンジド（2010年10月 - 11月、NHK総合テレビ） - 名波豊 役
- 土曜ドラマ　チャレンジド〜卒業〜（2010年5月、NHK総合テレビ） - 名波豊 役
- 金田一少年の事件簿 獄門塾殺人事件（2014年1月4日、日本テレビ）- 茂呂井連 役

### WEBドラマ・動画
- ももドラ momo+dra （第4話 2011年12月22日、テレ朝動画、2012年2月4日劇場公開）- 河本敦 役

### インターネットテレビ
- 電報日和　第3話「仲間へのメッセージ」[1]（2011年11月4日 - 、フジテレビ） - 主演　秋山大輔 役

### 映画
- ワラライフ!!（2011年、ファントム・フィルム） - 小倉弘之（少年期） 役
- 放課後ロスト（2014年、プロジェクトドーン）オムニバス・エピソード2 - 古谷 役
- 太陽の坐る場所（2014年、ファントム・フィルム） - 島津謙太（高校時代） 役
- ストロボ・エッジ（2015年、東宝）

### 舞台
- 56W.X〜ぼくのサンタクロース〜（2014年）

### CM
- ベネッセコーポレーション「進研ゼミ　中学講座」（2009年10月 - 2010年5月）
- 西武グループ「プリンススノーリゾート2013-2014」(2013-2014年)
- バンダイナムコゲームス「機動戦士ガンダム エクストリームバーサス フルブースト」(2013-2014年)